# Robert Olejnik (wojskowy)
Robert Olejnik (ur. 9 marca 1911 w Essen-Borbeck, zm. 29 października 1988 w Monachium) – niemiecki pilot wojskowy (major) podczas II wojny światowej.

## Życiorys
Jego ojcem był inżynier z Donbasu, który wyemigrował do Niemiec i ożenił się z Niemką. Od października 1933 r. R. Olejnik uczył się w Deutsche Verkehrsfliegerschule. Od marca 1935 r. służył w Luftwaffe. Początkowo pełnił funkcję instruktora lotniczego. 15 czerwca 1940 r. przeszedł do JG 3. Brał udział w bitwie o Anglię. 26 sierpnia tego roku osiągnął pierwsze zwycięstwo powietrzne. Do końca 1940 r. zestrzelił 5 samolotów brytyjskich. W styczniu 1941 r. awansował do stopnia porucznika. Od 17 maja tego roku dowodził 1 Eskadrą JG 3. 22 czerwca, czyli pierwszego dnia ataku na ZSRR, zestrzelił myśliwiec I-16. Następnego dnia zniszczył w powietrzu aż 4 bombowce sowieckie. 26 czerwca do jego zwycięstw doszło kolejnych 5 zestrzelonych samolotów. 27 czerwca sam został zestrzelony podczas walki z I-16, ale udało mu się przedostać na niemiecką linię frontu. 30 czerwca za 32 zwycięstwa powietrzne został odznaczony Krzyżem Rycerskim Żelaznego Krzyża. 14 sierpnia ponownie go zestrzelono, po czym, ranny, ponownie powrócił do swoich. Do 14 września, kiedy 1 Eskadra JG 3 opuściła front wschodni, miał już na swoim koncie 37 zwycięstw powietrznych. Po przybyciu do okupowanej Holandii wykonywał morskie loty patrolowe i przechwytujące nieprzyjacielskie samoloty. W maju 1943 r. w stopniu kapitana został Gruppenkommandeur 2 Eskadry, zaś pod koniec lipca tego roku Gruppenkommandeur 3 Eskadry JG 1. W tym czasie osiągnął ostatnie 3 zwycięstwa powietrzne, zestrzeliwując 3 ciężkie bombowce amerykańskie B-17. Ogółem osiągnął 42 zwycięstwa, wykonując 680 lotów bojowych. Na pocz. października przeniesiono go do Erprobungskommando 16, w którym testował rakietowe samoloty myśliwskie Me 163 "Komet". 21 grudnia objął dowództwo Jagdgruppe "Süd", ale już 3 dni potem został z powrotem odkomenderowany do EK 16. 21 kwietnia 1944 r. silnik jego Me 163 eksplodował podczas lądowania na lotnisku w Wittmundhaven, w wyniku czego R. Olejnik został ranny. Po wyjściu ze szpitala w sierpniu tego roku, przydzielono go do JG 400. Od września dowodził 1 Eskadrą JG 400. Na pocz. listopada został dowódcą 4 Eskadry EJG 2, wyposażonej w Me 163. 1 marca 1945 r. awansował do stopnia majora. Po zakończeniu wojny zamieszkał w Monachium.